# Wahlbezirk Schlesien 3
Der Wahlbezirk Schlesien 3 war ein Wahlkreis für die Wahlen zum Abgeordnetenhaus im österreichischen Kronland Schlesien. Der Wahlbezirk wurde 1907 mit der Einführung der Reichsratswahlordnung geschaffen und bestand bis zum Zusammenbruch der Habsburgermonarchie.

## Geschichte
Nachdem der Reichsrat im Herbst 1906 das allgemeine, gleiche, geheime und direkte Männerwahlrecht beschlossen hatte, wurde mit 26. Jänner 1907 die große Wahlrechtsreform durch Sanktionierung von Kaiser Franz Joseph I. gültig. Mit der neuen Reichsratswahlordnung schuf man insgesamt 416 Wahlbezirke, wobei mit Ausnahme Galiziens in jedem Wahlbezirk ein Abgeordneter im Zuge der Reichsratswahl gewählt wurde. Der Abgeordnete musste sich dabei im ersten Wahlgang oder in einer Stichwahl mit absoluter Mehrheit durchsetzen. Der Wahlkreis Schlesien 3 umfasste die Städte Freudenthal, Bennisch, Odrau, Wigstadtl, Wagstadt, Königsberg und Friedek.
Aus der Reichsratswahl 1907 ging der Sozialdemokrat Matthias Elderich als Sieger hervor. In der Reichsratswahl 1911 wurde Eldererich vom Kandidaten der Deutschen Volkspartei Robert Freißler abgelöst.

## Wahlergebnisse

### Reichsratswahl 1907
Die Reichsratswahl 1907 wurde am 14. Mai 1907 (erster Wahlgang) durchgeführt. Die Stichwahl entfiel auf Grund der absoluten Mehrheit für Matthias Elderich im ersten Wahlgang.

#### Erster Wahlgang
| Kandidat                                                                    | Partei                             | Wahlkreisstimmen | Prozent |
| --------------------------------------------------------------------------- | ---------------------------------- | ---------------- | ------- |
| Matthias Elderich                                                           | Sozialdemokratische Arbeiterpartei | 3600             | 53,5 %  |
| Hans Larisch                                                                | Deutsche Fortschrittspartei        | 1139             | 16,9 %  |
| Wilhelm Brauner                                                             | Christlichsoziale Partei           | 991              | 14,7 %  |
| Wolfgang Müller                                                             | Freialldeutsche Partei             | 740              | 11,0 %  |
| Ludwig Kunze                                                                | Tschechische Nationalpartei        | 237              | 3,5 %   |
|                                                                             | Sonstige Parteien                  | 19               | 0,3 %   |
| Wahlberechtigte: 7104, Ungültige/Leere Stimmen: 41, Wahlbeteiligung: 95,3 % |                                    |                  |         |

### Reichsratswahl 1911
Die Reichsratswahl 1911 wurde am 13. Juni 1911 (erster Wahlgang) sowie am 20. Juni 1911 (Stichwahl) durchgeführt.

#### Erster Wahlgang
| Kandidat                                                                     | Partei                             | Wahlkreisstimmen | Prozent |
| ---------------------------------------------------------------------------- | ---------------------------------- | ---------------- | ------- |
| Matthias Elderich                                                            | Sozialdemokratische Arbeiterpartei | 3073             | 44,3 %  |
| Robert Freißler                                                              | Deutsche Volkspartei               | 2870             | 41,4 %  |
| Ellend                                                                       | Christlichsoziale Partei           | 955              | 13,8 %  |
|                                                                              | Sonstige Parteien                  | 41               | 0,6 %   |
| Wahlberechtigte: 7399, Ungültige/Leere Stimmen: 109, Wahlbeteiligung: 95,3 % |                                    |                  |         |

#### Stichwahl
| Kandidat                                                              | Partei                             | Wahlkreisstimmen | Prozent |
| --------------------------------------------------------------------- | ---------------------------------- | ---------------- | ------- |
| Robert Freißler                                                       | Deutsche Volkspartei               | 3772             | 54,2 %  |
| Matthias Elderich                                                     | Sozialdemokratische Arbeiterpartei | 3186             | 45,8 %  |
| Wahlberechtigte: 7399, Ungültige Stimmen: 89, Wahlbeteiligung: 95,2 % |                                    |                  |         |